# Shirley Martin
Pour les articles homonymes, voir Martin.
Shirley Martin (20 novembre 1932-16 septembre 2021) est une femme politique canadienne de l'Ontario. Elle est députée fédérale progressiste-conservatrice de la circonscription ontarienne de Lincoln de 1984 à 1993.

## Biographie
Martin entre en politique à la suite des élections de 1984, elle devient secrétaire parlementaire du ministre des Travaux publics Roch LaSalle en 1987.
Elle entre au cabinet de Brian Mulroney après sa réélection en 1988 au poste de ministre d'État aux Transports. Elle occupe ensuite le poste de ministre d'État aux Affaires indiennes et au développement du Nord de 1990 à 1991, avant de retourner à son ancien portfolio aux Transports.
Retirée du cabinet lorsque Mulroney est remplacé par Kim Campbell en 1993, elle ne se représente pas aux élections générales suivantes.